# Царекостянтинівська волость
Царекостянтинівська волость — історична адміністративно-територіальна одиниця Олександрівського повіту Катеринославської губернії.
Станом на 1886 рік складалася з 6 поселень, 5 сільських громад. Населення — 14016 осіб (6860 чоловічої статі та 7156 — жіночої), 1881 дворове господарство.
|                     | Площа, десятин | У тому числі орної, дес. |
| ------------------- | -------------- | ------------------------ |
| Сільських громад    | 38230          | 30568                    |
| Приватної власності | 3566           | 1080                     |
| Казенної власності  | 7750           | 2500                     |
| Іншої власності     | 490            | 411                      |
| Загалом             | 50036          | 34559                    |

Основні поселення волості:
- Царекостянтинівка (Кам'янка) — село при річці Кам'янка за 105 верст від повітового міста, 4830 особи, 717 дворів, православна церква, школа, 4 лавки, ренський погріб, ярмарок, базари по неділях. За 6 верст — 2 цегельні заводи.
- Олексіївка — село при річці Берда, 3515 осіб, 361 двір, православна церква, школа, 2 лавки.
- Більманка — село при річці Берда, 2453 особи, 365 дворів, молитовний будинок, школа, 2 лавки.
- Гайчул — село при річці Гайчул, 2286 осіб, 330 дворів, православна церква, школа, лавка.
- Новокам'янка — село при балці Кобильній, 864 особи, 106 дворів.